# Pachnobia montana
Pachnobia montana là một loài bướm đêm trong họ Noctuidae.